# Глазго (Міссурі)
Глазго (англ. Glasgow) — місто (англ. city) в США, в округах Говард і Черітон штату Міссурі. Населення — 1087 осіб (2020).

## Географія
Глазго розташоване за координатами 39°13′41″ пн. ш. 92°50′24″ зх. д. / 39.22806° пн. ш. 92.84000° зх. д. (39.228149, -92.839930).  За даними Бюро перепису населення США в 2010 році місто мало площу 3,67 км², з яких 3,36 км² — суходіл та 0,32 км² — водойми.

## Демографія
Згідно з переписом 2010 року, у місті мешкали 1103 особи в 458 домогосподарствах у складі 277 родин. Густота населення становила 300 осіб/км².  Було 533 помешкання (145/км²).
Расовий склад населення:
| - 89,8 % — білих - 7,9 % — чорних або афроамериканців - 0,3 % — азіатів - 0,1 % — корінних американців |

До двох чи більше рас належало 2,0 %. Частка іспаномовних становила 1,5 % від усіх жителів.
За віковим діапазоном населення розподілялося таким чином: 25,7 % — особи молодші 18 років, 55,8 % — особи у віці 18—64 років, 18,5 % — особи у віці 65 років та старші. Медіана віку мешканця становила 41,9 року. На 100 осіб жіночої статі у місті припадало 89,5 чоловіків;  на 100 жінок у віці від 18 років та старших — 87,8 чоловіків також старших 18 років.
Середній дохід на одне домашнє господарство  становив 62 072 долари США (медіана — 47 750), а середній дохід на одну сім'ю — 67 735 доларів (медіана — 57 656). За межею бідності перебувало 14,6 % осіб, у тому числі 17,5 % дітей у віці до 18 років та 3,3 % осіб у віці 65 років та старших.
Цивільне працевлаштоване населення становило 540 осіб. Основні галузі зайнятості: освіта, охорона здоров'я та соціальна допомога — 21,5 %, виробництво — 18,5 %, роздрібна торгівля — 12,2 %, публічна адміністрація — 10,4 %.